# Himmelsblommor
Himmelsblommor (Commelina) är ett släkte av himmelsblomsväxter. Himmelsblommor ingår i familjen himmelsblomsväxter.

## Bildgalleri

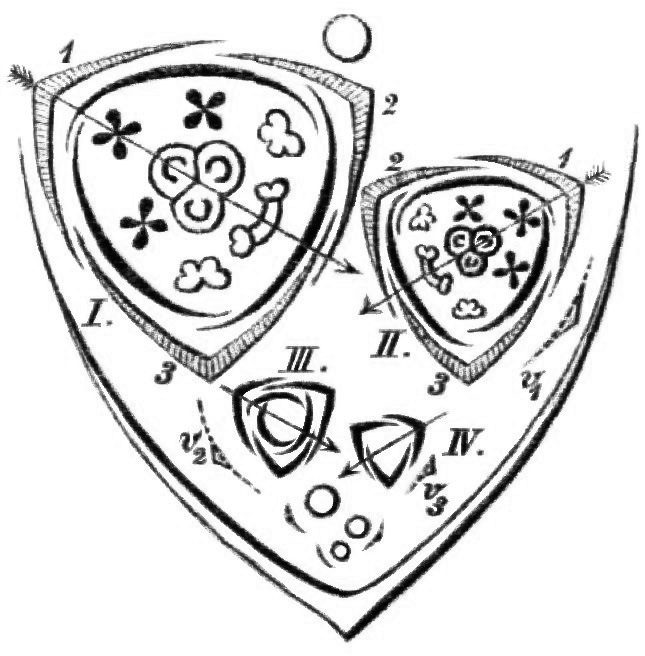

## Dottertaxa till Himmelsblommor, i alfabetisk ordning[2]
- Commelina acutispatha
- Commelina acutissima
- Commelina africana
- Commelina agrostophylla
- Commelina albescens
- Commelina albiflora
- Commelina amplexicaulis
- Commelina angustissima
- Commelina appendiculata
- Commelina arenicola
- Commelina ascendens
- Commelina aspera
- Commelina attenuata
- Commelina aurantiiflora
- Commelina auriculata
- Commelina avenifolia
- Commelina bambusifolia
- Commelina bambusifolioides
- Commelina bangii
- Commelina barbata
- Commelina beccariana
- Commelina bella
- Commelina benghalensis
- Commelina bequaertii
- Commelina bianoensis
- Commelina boissieriana
- Commelina bracteosa
- Commelina bravoa
- Commelina cameroonensis
- Commelina capitata
- Commelina caroliniana
- Commelina carsonii
- Commelina cecilae
- Commelina chamissonis
- Commelina ciliata
- Commelina claessensii
- Commelina clarkeana
- Commelina clavata
- Commelina coelestis
- Commelina communis
- Commelina congesta
- Commelina congestipantha
- Commelina corbisieri
- Commelina corradii
- Commelina crassicaulis
- Commelina critica
- Commelina cufodontii
- Commelina cuneata
- Commelina cyanea
- Commelina dammeriana
- Commelina deflexa
- Commelina dekindtiana
- Commelina demissa
- Commelina dianthifolia
- Commelina diffusa
- Commelina disperma
- Commelina droogmansiana
- Commelina echinosperma
- Commelina echinulata
- Commelina eckloniana
- Commelina elgonensis
- Commelina elliptica
- Commelina ensifolia
- Commelina erecta
- Commelina fasciculata
- Commelina firma
- Commelina fluviatilis
- Commelina foliacea
- Commelina forsskalii
- Commelina frutescens
- Commelina gelatinosa
- Commelina geniculata
- Commelina giorgii
- Commelina gourmaensis
- Commelina grandis
- Commelina grossa
- Commelina guaranitica
- Commelina haitiensis
- Commelina heterosperma
- Commelina hispida
- Commelina hockii
- Commelina holubii
- Commelina homblei
- Commelina huillensis
- Commelina humblotii
- Commelina imberbis
- Commelina indehiscens
- Commelina irumuensis
- Commelina jaliscana
- Commelina jamesonii
- Commelina kapiriensis
- Commelina kilanga
- Commelina kilimandscharica
- Commelina kisantuensis
- Commelina kituloensis
- Commelina lagosensis
- Commelina lanceolata
- Commelina latifolia
- Commelina leiocarpa
- Commelina livingstonii
- Commelina longicapsa
- Commelina longifolia
- Commelina loureiroi
- Commelina lukei
- Commelina lukonzolwensis
- Commelina luteiflora
- Commelina luzonensis
- Commelina macrospatha
- Commelina macrosperma
- Commelina maculata
- Commelina madagascarica
- Commelina major
- Commelina martyrum
- Commelina mascarenica
- Commelina mathewsii
- Commelina melanorrhiza
- Commelina membranacea
- Commelina mensensis
- Commelina merkeri
- Commelina microspatha
- Commelina milne-redheadii
- Commelina minor
- Commelina modesta
- Commelina montigena
- Commelina mwatayamvoana
- Commelina nairobiensis
- Commelina neurophylla
- Commelina nigritana
- Commelina nivea
- Commelina nyasensis
- Commelina obliqua
- Commelina obscura
- Commelina oligotricha
- Commelina opulens
- Commelina orchidophylla
- Commelina paleata
- Commelina pallida
- Commelina paludosa
- Commelina petersii
- Commelina phaeochaeta
- Commelina platyphylla
- Commelina polhillii
- Commelina praecox
- Commelina pseudopurpurea
- Commelina pseudoscaposa
- Commelina purpurea
- Commelina pycnospatha
- Commelina pynaertii
- Commelina pyrrhoblepharis
- Commelina quarrei
- Commelina queretarensis
- Commelina quitensis
- Commelina ramosissima
- Commelina ramulosa
- Commelina reptans
- Commelina reticulata
- Commelina reygaertii
- Commelina rhodesica
- Commelina robynsii
- Commelina rogersii
- Commelina rosulata
- Commelina ruandensis
- Commelina rufipes
- Commelina rufociliata
- Commelina rupicola
- Commelina rzedowskii
- Commelina sabatieri
- Commelina saxatilis
- Commelina saxosa
- Commelina scabra
- Commelina scaposa
- Commelina schinzii
- Commelina schliebenii
- Commelina schomburgkiana
- Commelina schweinfurthii
- Commelina shinsendaensis
- Commelina sikkimensis
- Commelina singularis
- Commelina socorrogonzaleziae
- Commelina somalensis
- Commelina spectabilis
- Commelina sphaerorrhizoma
- Commelina standleyi
- Commelina stefaniniana
- Commelina stolzii
- Commelina subcucullata
- Commelina subscabrifolia
- Commelina subulata
- Commelina suffruticosa
- Commelina sylvatica
- Commelina texcocana
- Commelina thomasii
- Commelina trachysperma
- Commelina transversifolia
- Commelina triangulispatha
- Commelina tricarinata
- Commelina tricolor
- Commelina trilobosperma
- Commelina tuberosa
- Commelina umbellata
- Commelina undulata
- Commelina ussilensis
- Commelina vanderystii
- Commelina velutina
- Commelina welwitschii
- Commelina vermoesenii
- Commelina wightii
- Commelina villosa
- Commelina virginica
- Commelina zambesica
- Commelina zenkeri
- Commelina zeylanica
- Commelina zigzag